# 同年度獲頒多座奧斯卡獎項得主
此為在一年内获頒多项競賽類奥斯卡奖的名单。迄今（第96屆奧斯卡金像獎）为止，共有88人在107个獎項中締造了此項紀錄，其中也有當屆獲頒超過2座以上的獎項。華特·迪士尼和肖恩·贝克获得的奖项最多，两人分别在1954年第26届奥斯卡金像奖和2024年第97届奥斯卡金像奖获得了四项奥斯卡金像奖。

## 獲獎者名單
| 姓名                           | 獎項數 | 屆別 | 影片                                                                        | 獎項名稱                                          |
| ------------------------------ | ------ | ---- | --------------------------------------------------------------------------- | ------------------------------------------------- |
| 伍迪·艾伦                      | 2      | 50屆 | 《安妮·霍尔》                                                               | 最佳導演、最佳原創劇本                            |
| 羅伯特·阿姆蘭(Robert Amram)    | 2      | 44屆 | 《沉默的守卫》                                                              | 最佳實景短片、最佳紀錄短片                        |
| 曼努埃爾·阿蘭戈(Manuel Arango) | 2      | 44屆 | 《沉默的守卫》                                                              | 最佳實景短片、最佳紀錄短片                        |
| 李察·艾登堡                    | 2      | 55屆 | 《甘地》                                                                    | 最佳影片、最佳導演                                |
| 伯特·巴卡拉克                  | 2      | 42屆 | 《虎豹小霸王》                                                              | 最佳原創配樂、最佳原創歌曲                        |
| 约翰·巴瑞                      | 2      | 39屆 | 《獅子與我》                                                                | 最佳原創配樂、最佳原創歌曲                        |
| 塞西爾·比頓                    | 2      | 37屆 | 《窈窕淑女》                                                                | 最佳彩色片藝術指導、最佳彩色片服裝設計            |
| 罗伯特·本顿                    | 2      | 52屆 | 《克拉瑪對克拉瑪》                                                          | 最佳導演、最佳改編劇本                            |
| 貝納多·貝托魯奇                | 2      | 60屆 | 《末代皇帝》                                                                | 最佳導演、最佳改編劇本                            |
| 凯瑟琳·毕格罗                  | 2      | 82屆 | 《危機倒數》                                                                | 最佳影片、最佳導演                                |
| 马克·鲍尔                      | 2      | 82屆 | 《危機倒數》                                                                | 最佳影片、最佳原創劇本                            |
| 奉俊昊                         | 3      | 92屆 | 《寄生上流》                                                                | 最佳影片、最佳導演、最佳原創劇本                  |
| 查尔斯·布拉克特                | 2      | 18屆 | 《失去的週末》                                                              | 最佳影片、最佳原創劇本                            |
| 詹姆斯·L·布鲁克斯              | 3      | 56屆 | 《親密關係》                                                                | 最佳影片、最佳導演、最佳改編劇本                  |
| 詹姆斯·卡梅隆                  | 3      | 70屆 | 《鐵達尼號》                                                                | 最佳影片、最佳導演、最佳影片剪輯                  |
| 法蘭克·卡普拉                  | 2      | 7屆  | 《一夜风流》                                                                | 最佳影片、最佳導演                                |
| 法蘭克·卡普拉                  | 2      | 11屆 | 《浮生若梦》                                                                | 最佳影片、最佳導演                                |
| 迈克尔·西米诺                  | 2      | 51屆 | 《越戰獵鹿人》                                                              | 最佳影片、最佳導演                                |
| 科恩兄弟                       | 3      | 80屆 | 《險路勿近》                                                                | 最佳影片、最佳導演、最佳改編劇本                  |
| 科恩兄弟                       | 3      | 80屆 | 《險路勿近》                                                                | 最佳影片、最佳導演、最佳改編劇本                  |
| 皮埃尔·柯林斯                  | 2      | 9屆  | 《万古流芳》                                                                | 最佳原創故事、最佳改編劇本                        |
| 山姆·寇默                      | 2      | 23屆 | 《日落大道》 《霸王妖姬》                                                   | 最佳黑白片藝術指導 最佳彩色片藝術指導             |
| 弗朗西斯·科波拉                | 3      | 47屆 | 《教父II》                                                                  | 最佳影片、最佳導演、最佳改編劇本                  |
| 凯文·科斯特纳                  | 2      | 63屆 | 《與狼共舞》                                                                | 最佳影片、最佳導演                                |
| 艾方索·柯朗                    | 2      | 86屆 | 《地心引力》                                                                | 最佳導演、最佳影片剪輯                            |
| 艾方索·柯朗                    | 2      | 91屆 | 《羅馬》                                                                    | 最佳導演、最佳攝影                                |
| 布萊恩·庫里(Brian Currie)      | 2      | 91屆 | 《幸福綠皮書》                                                              | 最佳影片、最佳原創劇本                            |
| 理查德·戴                      | 2      | 15屆 | 《高于一切》 《不是冤家不聚头》                                             | 最佳黑白片藝術指導 最佳彩色片藝術指導             |
| 吉勒摩·戴托羅                  | 2      | 90屆 | 《水底情深》                                                                | 最佳影片、最佳導演                                |
| 華特·迪士尼                    | 4      | 26屆 | 《沙漠奇观》 《阿拉斯加的爱斯基摩人》 《嘟嘟，嘘嘘，砰砰和咚咚》 《熊之国》 | 最佳紀錄片 最佳紀錄短片 最佳動畫短片 最佳雙軸短片 |
| 汉斯·德赖尔                    | 2      | 23屆 | 《日落大道》 《霸王妖姬》                                                   | 最佳黑白片藝術指導 最佳彩色片藝術指導             |
| 克林·伊斯威特                  | 2      | 65屆 | 《殺無赦》                                                                  | 最佳影片、最佳導演                                |
| 克林·伊斯威特                  | 2      | 77屆 | 《登峰造擊》                                                                | 最佳影片、最佳導演                                |
| 彼得·法拉利                    | 2      | 91屆 | 《幸福綠皮書》                                                              | 最佳影片、最佳原創劇本                            |
| 羅傑·K·弗斯                    | 2      | 21屆 | 《哈姆雷特》                                                                | 最佳黑白片藝術指導、最佳黑白片服裝設計            |
| 谢尔顿·基布尼                  | 2      | 9屆  | 《万古流芳》                                                                | 最佳原創故事、最佳改編劇本                        |
| 梅尔·吉布森                    | 2      | 68屆 | 《梅爾吉勃遜之英雄本色》                                                    | 最佳影片、最佳導演                                |
| 邁克·戈爾                      | 2      | 53屆 | 《名扬四海》                                                                | 最佳原創配樂、最佳原創歌曲                        |
| 保罗·哈吉斯                    | 2      | 78屆 | 《衝擊效應》                                                                | 最佳影片、最佳原創劇本                            |
| 马文·哈姆利奇                  | 3      | 46屆 | 《往日情怀》 《刺激》                                                       | 最佳原創配樂、最佳原創歌曲 最佳改編配樂           |
| 黎·哈林                        | 2      | 13屆 | 《木偶奇遇记》                                                              | 最佳原創配樂、最佳原創歌曲                        |
| 伊蒂絲·海德                    | 2      | 23屆 | 《彗星美人》 《霸王妖姬》                                                   | 最佳黑白片服裝設計 最佳彩色片服裝設計             |
| 戈登·霍林斯海德                | 2      | 18屆 | 《希特勒生活》 《夜空之星》                                                 | 最佳紀錄短片 最佳雙軸短片                         |
| 戈登·霍林斯海德                | 2      | 19屆 | 《面對危險》 《男孩和他的狗》                                               | 最佳單軸短片 最佳雙軸短片                         |
| 詹姆斯·霍纳                    | 2      | 70屆 | 《鐵達尼號》                                                                | 最佳原創配樂、最佳原創歌曲                        |
| 朗·霍華                        | 2      | 74屆 | 《美麗境界》                                                                | 最佳影片、最佳導演                                |
| 賈斯汀·赫維玆                  | 2      | 89屆 | 《樂來越愛你》                                                              | 最佳原創配樂、最佳原創歌曲                        |
| 約翰·休斯頓                    | 2      | 21屆 | 《碧血金沙》                                                                | 最佳導演、最佳改編劇本                            |
| 阿利安卓·崗札雷·伊納利圖       | 3      | 87屆 | 《鳥人》                                                                    | 最佳影片、最佳導演、最佳原創劇本                  |
| 彼得·杰克逊                    | 3      | 76屆 | 《魔戒：王者歸來》                                                          | 最佳影片、最佳導演、最佳改編劇本                  |
| 查克·琼斯                      | 2      | 22屆 | 《生命誠可貴》 《都是為了愛》                                               | 最佳紀錄短片 最佳動畫短片                         |
| 艾倫·傑伊·勒納                 | 2      | 31屆 | 《金粉世界》                                                                | 最佳改編劇本、最佳原創歌曲                        |
| 托马斯·利特尔                  | 2      | 15屆 | 《高于一切》 《不是冤家不聚头》                                             | 最佳黑白片藝術指導 最佳彩色片藝術指導             |
| 亨利·曼西尼                    | 2      | 34屆 | 《第凡內早餐》                                                              | 最佳原創配樂、最佳原創歌曲                        |
| 约瑟夫·曼凯维奇                | 2      | 22屆 | 《三妻艷史》                                                                | 最佳導演、最佳改編劇本                            |
| 约瑟夫·曼凯维奇                | 2      | 23屆 | 《彗星美人》                                                                | 最佳導演、最佳改編劇本                            |
| 凯瑟琳·马丁                    | 2      | 74屆 | 《紅磨坊》                                                                  | 最佳藝術指導、最佳服裝設計                        |
| 凯瑟琳·马丁                    | 2      | 86屆 | 《大亨小傳》                                                                | 最佳藝術指導、最佳服裝設計                        |
| 李歐·麥卡瑞                    | 2      | 17屆 | 《与我同行》                                                                | 最佳導演、最佳原創故事                            |
| 法蘭西絲·麥朵曼                | 2      | 93屆 | 《游牧人生》                                                                | 最佳影片、最佳女主角                              |
| 亚伦·孟肯                      | 2      | 62屆 | 《小美人魚》                                                                | 最佳原創配樂、最佳原創歌曲                        |
| 亚伦·孟肯                      | 2      | 64屆 | 《美女与野兽》                                                              | 最佳原創配樂、最佳原創歌曲                        |
| 亚伦·孟肯                      | 2      | 65屆 | 《阿拉丁》                                                                  | 最佳原創配樂、最佳原創歌曲                        |
| 亚伦·孟肯                      | 2      | 68屆 | 《风中奇缘》                                                                | 最佳原創配樂、最佳原創歌曲                        |
| 雷·莫耶                        | 2      | 23屆 | 《日落大道》 《霸王妖姬》                                                   | 最佳黑白片藝術指導 最佳彩色片藝術指導             |
| 沃爾特·默奇                    | 2      | 69屆 | 《英倫情人》                                                                | 最佳影片剪輯、最佳音效                            |
| 馬克·諾曼                      | 2      | 71屆 | 《莎翁情史》                                                                | 最佳影片、最佳原創劇本                            |
| 劳伦斯·奥利维尔                | 2      | 21屆 | 《哈姆雷特》                                                                | 最佳影片、最佳男主角                              |
| 保罗·奥托森                    | 2      | 82屆 | 《危機倒數》                                                                | 最佳音效、最佳音效剪辑                            |
| 薛尼·波勒                      | 2      | 58屆 | 《遠離非洲》                                                                | 最佳影片、最佳導演                                |
| A·R·拉赫曼                     | 2      | 81屆 | 《貧民百萬富翁》                                                            | 最佳原創配樂、最佳原創歌曲                        |
| 托尼·理查德森                  | 2      | 36屆 | 《湯姆瓊斯》                                                                | 最佳影片、最佳導演                                |
| 加里·里德斯特罗姆              | 2      | 64屆 | 《魔鬼終結者2》                                                             | 最佳音效、最佳音效剪輯                            |
| 加里·里德斯特罗姆              | 2      | 66屆 | 《侏羅紀公園》                                                              | 最佳音效、最佳音效剪輯                            |
| 加里·里德斯特罗姆              | 2      | 71屆 | 《搶救雷恩大兵》                                                            | 最佳音效、最佳音效剪輯                            |
| 史蒂芬·施沃茨                  | 2      | 68屆 | 《风中奇缘》                                                                | 最佳原創配樂、最佳原創歌曲                        |
| 愛德華·席爾澤                  | 2      | 22屆 | 《生命誠可貴》 《都是為了愛》                                               | 最佳紀錄短片 最佳動畫短片                         |
| 本·夏普斯廷                    | 2      | 31屆 | 《白色荒野》 《海女》                                                       | 最佳紀錄片 最佳紀錄短片                           |
| 理查德·謝爾曼                  | 2      | 37屆 | 《歡樂滿人間》                                                              | 最佳原創配樂、最佳原創歌曲                        |
| 羅伯特·謝爾曼                  | 2      | 37屆 | 《歡樂滿人間》                                                              | 最佳原創配樂、最佳原創歌曲                        |
| 霍华德·肖                      | 2      | 76屆 | 《魔戒：王者歸來》                                                          | 最佳原創配樂、最佳原創歌曲                        |
| 史蒂芬·史匹柏                  | 2      | 66屆 | 《辛德勒的名单》                                                            | 最佳影片、最佳導演                                |
| 理察·泰勒                      | 2      | 74屆 | 《魔戒首部曲：魔戒現身》                                                    | 最佳視覺效果、最佳化妝                            |
| 理察·泰勒                      | 2      | 76屆 | 《魔戒：王者歸來》                                                          | 最佳服裝設計、最佳化妝                            |
| 迪米特里·迪奥姆金              | 2      | 25屆 | 《日正当中》                                                                | 最佳原創配樂、最佳原創歌曲                        |
| 約翰·特魯斯科特                | 2      | 40屆 | 《凤宫劫美录》                                                              | 最佳藝術指導、最佳服裝設計                        |
| 尼克・瓦侖加                   | 2      | 91屆 | 《幸福綠皮書》                                                              | 最佳影片、最佳原創劇本                            |
| 馬塞爾‧韋特斯                  | 2      | 25屆 | 《青樓情孽》                                                                | 最佳彩色片藝術指導、最佳彩色片服裝設計            |
| 法蘭·華許                      | 3      | 76屆 | 《魔戒：王者歸來》                                                          | 最佳影片、最佳改編劇本、最佳原創歌曲              |
| 內德·華盛頓                    | 2      | 13屆 | 《木偶奇遇记》                                                              | 最佳原創配樂、最佳原創歌曲                        |
| 比利·懷德                      | 2      | 18屆 | 《失去的週末》                                                              | 最佳導演、最佳改編劇本                            |
| 比利·懷德                      | 3      | 33屆 | 《公寓春光》                                                                | 最佳影片、最佳導演、最佳原創劇本                  |
| 斯坦·温斯顿                    | 2      | 64屆 | 《魔鬼終結者2》                                                             | 最佳化妝、最佳視覺效果                            |
| 罗伯特·怀斯                    | 2      | 34屆 | 《西城故事》                                                                | 最佳影片、最佳導演                                |
| 罗伯特·怀斯                    | 2      | 38屆 | 《真善美》                                                                  | 最佳影片、最佳導演                                |
| 约瑟夫·C·怀特                  | 2      | 15屆 | 《高于一切》 《不是冤家不聚头》                                             | 最佳黑白片藝術指導 最佳彩色片藝術指導             |
| 趙婷                           | 2      | 93屆 | 《游牧人生》                                                                | 最佳影片、最佳導演                                |
| 弗雷德·金尼曼                  | 2      | 39屆 | 《良相佐國》                                                                | 最佳影片、最佳導演                                |
| 关家永、丹尼尔·施奈特          | 3      | 95届 | 《媽的多重宇宙》                                                            | 最佳影片、最佳导演、最佳原创剧本                  |
| 克里斯托弗·诺兰                | 2      | 96届 | 《奥本海默》                                                                | 最佳影片、最佳导演                                |
| 肖恩·贝克                      | 4      | 97届 | 《阿诺拉》                                                                  | 最佳影片、最佳导演、最佳原创剧本、最佳影片剪輯    |

## 特殊記錄
- 最多位获奖者的年份： 1950年第23届有五位多項奥斯卡奖得主，包括约瑟夫·曼凯维奇、山姆·寇默（英语：Sam Comer）、汉斯·德赖尔（英语：Hans Dreier）、伊蒂絲·海德（英语：Edith Head）和雷·莫耶（英语：Ray Moyer）。
- 连续多次获奖：戈登·霍林斯海德（英语：Gordon Hollingshead）（1945年和1946年）、约瑟夫·曼凯维奇（1949年和1950年）和亚伦·孟肯（1991年和1992年）。
- 女性获奖者： 凯瑟琳·毕格罗、伊蒂絲·海德（英语：Edith Head）、凯瑟琳·马丁、法蘭西絲·麥朵曼、法蘭·華許和趙婷
- 获奖最多的电影：《霸王妖姬（英语：Samson and Delilah (1949 film)）》(1950)和《魔戒：王者歸來》(2003)，皆有四位奥斯卡得主。
- 首位多次获奖雙人組：皮埃尔·柯林斯（英语：Pierre Collings）和谢尔顿·基布尼（英语：Sheridan Gibney）是第一組在同一年获得多项奥斯卡者；他们在1936年第9届以《万古流芳（英语：The Story of Louis Pasteur）》獲頒最佳改編劇本和最佳原創故事獎。
- 多个奖项之间的最长时间跨度：比利·懷德在1945年和1960年分別以《失去的週末》和《公寓春光》和获得多项奥斯卡，时间跨度为15年。
- 單屆获奖最多：華特·迪士尼在1953年第26届、肖恩·贝克在2024年第97届创下了个人在一次颁奖典礼上获得最多獎項的记录，其中迪士尼在第26届以最多不同电影獲獎的记录（四座），史上也沒有其他人能夠同一年以兩部以上電影獲獎的紀錄。
- 最多奖项：亚伦·孟肯，他在四次奧斯卡獎上获得多项奖项，分別為《小美人魚》(1989)、《美女与野兽》(1991)、《阿拉丁》(1992)、《风中奇缘》(1995)，且皆為獲頒最佳原創配樂及最佳歌曲。

## 统计数据
- 颁奖典礼：迄今为止，已举办了97届颁奖典礼，其中有59屆次产生了107个多奖項得主。
  - 1屆产生5位多奖項得主（1950年第23届）
  - 2屆产生4位多奖項得主（2003年第76届和2018年第91届）
  - 9屆产生3个多奖項得主
  - 15屆产生2位多奖項得主
  - 32屆产生1位多奖項得主
  - 另外38屆並無多奖項得主
- 个人获奖者：迄今为止，已有82人在一年内获得多项奖项，有11人曾不只一次同年獲得多項獎項。
  - 1人4度獲得多項獎項（亚伦·孟肯）
  - 1人3度獲得多項獎項（加里·里德斯特罗姆 )
  - 9人2度獲得多項獎項
  - 74人1次獲得多項獎項
- 多项奖项：迄今为止，个人在一年内获得多项奖项的次数达到98次；共獲頒了212个奖项。
  - 於同一年内获頒4座奖项：2次（華特·迪士尼，1953年第26届，肖恩·贝克，2024年第97届）
  - 於同一年内获頒3座奖项：12次
  - 於同一年内获頒2座奖项：86次